# میگل آره‌ناس
میگل آره‌ناس (اسپانیایی: Miguel Arenas‎؛ ۱۹۰۲ – ۳ نوامبر ۱۹۶۵) بازیگر اهل مکزیک بود.
از فیلم‌ها یا مجموعه‌های تلویزیونی که وی در آن‌ها نقش داشته است، می‌توان به میشل استروگف اشاره نمود.